# 中国矿业大学学报
《中国矿业大学学报》创刊于1955年，是中国大陆工程科技类双月刊，编辑部位于江苏省徐州市。此刊物由中国矿业大学主办。
《中国矿业大学学报》在2018年被中华人民共和国国家新闻出版广电总局新闻报刊司评为2017年全国“百强报刊”。